# 황태성
황태성(黃太成, 초명은 黃泰成, 1906년 4월 27일 ~ 1963년 12월 14일)은 일제 강점기 조선의 독립운동가이며 지난날 조선민주주의인민공화국 무역성 부상 직책을 지낸 인물인데, 일명 황대용(黃大用)으로도 불렸다.
그는 1963년 12월 14일을 기하여 이른바 황태성 사건으로 서울교도소에서 총살형이 집행되었다. 그 유해는 대한민국 경상북도 상주에 안장했다.

## 주요 경력과 활동
- 1906년 4월 27일 경상북도 상주군 출생
- 1921년 경성제일고등보통학교 입학
- 1924년 일본인 교장 배척 동맹휴학 사건으로 퇴학에 처해짐
- 1925년 경성 연희전문학교 상과에 입학했다가 퇴학 처분을 받음
- 1927년 조선공산당 경북위원회 결성 참여. 김천 지역에서 신간회 활동
- 1929년 광주학생운동 경성지역 총지휘자로 활동하던 중 일본 경찰에 검거되어 2년 복역. 출옥 후 경상북도 김천에서 재활동
- 1935년 일본 경찰에 검거. 3년 6개월 복역
- 1944년 일제 총독부의 요청으로 여운형이 조직한 조선건국동맹 전라남북도 책임자로 활동
- 1945년 조선공산당 활동
- 1946년 10월 월북
- 1948년 황해도 해주 남조선 인민대표자 대회에서 제1기 최고인민회의 대의원으로 선출, 이후 조선민주주의인민공화국 상업성 지방관리국장과 외무성 부상과 상업성 부상을 거쳐 무역성 부상 겸 무역상 서리를 역임
- 1961년 8월 30일 대한민국 5.16 쿠데타 후 박정희 최고회의 의장과의 남북통일 협상을 위해 남하.
- 1961년 12월 20일 중앙정보부가 활동중인 황태성을 체포하여 간첩죄를 적용함.
- 1963년 12월 14일 군사재판에서 사형을 선고받고 인천의 어느 산골짜기로 끌려가 총살형.

## 황태성 사건
황태성은 '박정희가 친형 박상희보다 더 존경했다'라고 알려져 있으면서도 바로 그 박정희에게 간첩혐의로 사형당한 인물이다. 아울러 2018년 6월 사망한 김종필의 <김종필 증언록>과 김학민·이창훈의 <박정희 장군, 나를 꼭 죽여야겠소> 등을 통해 최근까지도 '김일성의 밀사'인가, 아니면 단순한 '간첩'인가 하는 논쟁을 불러일으킨 인물이다.
박정희는 황태성을 친형인 박상희보다 더 잘 따랐다고 한다. 박정희가 대구사범과 만주군관학교 갈 때 황태성에게 진로와 관련 조언을 구했다. 또한 박정희가 남로당에 입당할 때 황태성이 보증을 섰다. 황태성은 조선민주주의인민공화국에서 외무성 부상(外務省 副相)과 상업성(商業省) 부상을 거쳐 무역성(貿易省) 부상 겸 무역상 서리(貿易相 署理)를 지냈으며, 이후 대한민국에서 5.16 군사 쿠데타로 권력을 잡은 박정희와 김종필을 만나 통일사업을 하겠다며 대남 밀사로 내려와서 외종매(外從妹)의 아들인 김민하(金玟河)의 협조를 받으며 연락을 취하던 중 들이닥친 중앙정보부 요원들에게 연행되어 당시 반도호텔(지금의 롯데호텔 자리)에서 조사를 받다가 끝내 사형에 처해졌다. 황태성이 사형 집행되었을 때 박정희가 황태성의 사진을 보면서 “황태성 선생도 세월은 못 이기시는구나. 많이 늙으셨구나”라고 했다고 한다.
황태성 생질녀인 임미정과 그녀 남편인 권상릉(權相凌)은 2006년 11월에 ‘진실과 화해를 위한 과거사 정리위원회’에 황태성 사건의 진상을 규명해 달라는 내용을 접수한 바 있다.

## 황태성이 등장하는 대중문화 작품
- 김갑수 (제3공화국, 1993년) - 문화방송 드라마